# Pfaffenberg (Wiehl)
Pfaffenberg im Oberbergischen Kreis ist eine von 51 Ortschaften der Stadt Wiehl im Regierungsbezirk Köln in Nordrhein-Westfalen. 

## Lage und Beschreibung
Der Ort liegt zwischen den Orten Wiehl im Norden und Bierenbachtal im Süden und ist in Luftlinie rund 1 km vom Stadtzentrum von Wiehl entfernt. Pfaffenberg liegt südlich der Bundesautobahn 4.

## Nennungen
- Aus dem Jahr 1531 liegt ein erstes schriftliches Zeugnis vom Kirchengut Pfaffenberg vor. Bertram Hase, der Kaplan zu Wiehl beklagt sich bei der Herrschaft auf Homburg über den gräflichen Amtmann, dessen Leute ihn schikanieren und sein Pferd nach Homburg wegführen.
- 1568 wohnt Georg Hollmann, der zweite evangelische Pfarrer in Wiehl, auf dem Pfaffenberg, von dessen Erträgnissen er sich mit seiner Familie ernährt.
- 1575 ist das Gehöft in der A. Mercator - Karte Am Pfaffenberg verzeichnet.
- Im Futterhaferzettel der Herrschaft Homburg von 1580 wird der Wieden Hoff uff dem Paffenberg genannt.
- Namensgebung geht zurück auf ein altes Kirchengut (Pfarrgut) mit noch heute bestehendem historischen Gebäude, bis ins 20. Jahrhundert zur ev. Kirchengemeinde Wiehl gehörend. Ursprung im Wort „widmen“, der Kirche gewidmet, geschenkt, um den Pfarrer zu ernähren.

## Sehenswürdigkeiten
- Wiehler Tropfsteinhöhle, sie wurde 1860 in einem Steinbruch am Pfaffenberg bei Wiehl entdeckt.